# Deblo
Dêblo je olesenelo steblo dreves, ki služi kot mehanska opora za ostale nadzemne dele rastline in skozi katerega se po prevajalnih elementih od korenin pretakajo rastlinski sokovi med koreninami ter listi. Lahko je pomemben znak za določanje dreves.
Je tudi najpomembnejši del drevesa v lesarstvu, iz katerega pridobivamo uporabni les. Posekanemu deblu z odstranjenimi koreninami in vejami pravimo hlod.

## Sestava
Na prečnem prerezu debla se od zunanjega roba navznoter jasno vidijo:

### Skorja
Drevesna skorja ali lubje ima nalogo, da varuje drevo pred hitrimi temperaturnimi spremembami ter pred mehanskimi poškodbami. Poleg tega varuje les pred zunanjim zrakom ter atmosfersko vlago. Skorja je eden ključnih elementov pri prepoznavanju različnih drevesnih vrst. Lahko je gladka, razpokana ali luskasta. Barvni odtenki drevesnih skorij so zelo različni, pogosto pa se s starostjo drevesa spreminjajo.

### Floem
Neposredno pod drevesno skorjo leži floem. To je tkivo rožnate, rdečkaste ali rumenkasto bele barve. Naloga te plasti, ki je dokaj tanka je razporejanje sokov in njihovo prevajanje. Floem se vsako leto obnovi, stari pa se stisne v tanke letnice.

### Kambij
To je s prostim očesom težko vidno tkivo, ki leži med pravim lesom in floemom, odgovoren pa je za rast debla v širino. Celice kambija še niso povsem diferencirane in imajo mehko, prosojno membrano. V kambiju med vsakim rastnim obdobjem nastaja novo tkivo, ki se navznoter spreminja v nove lesne celice (ksilem), navzven pa v nove celice floema.

### Les ali ksilem
Na notranji strani kambijevega obroča se nahaja tkivo, ki mu pravimo les ali ksilem. V njem so jasno vidni koncentrični kolobarji, imenovani branike, letnice pa so navidezne črte, ki jih ločujejo . Ti izkazujejo starost drevesa, saj se vsako rastno obdobje pojavi nov krog. Les je sestavljen iz vlaken in žil, po katerih se pretaka voda z raztopljenimi rudninskimi snovmi, ki jih je načrpal koreninski sistem. Tekočina po žilah v lesu potuje do listov, kjer se anorganske snovi v klorofilnih zrnih zelenih delov drevesa v procesu fotosinteze spremenijo v organske snovi, te pa nato drevo uporabi za rast in razvoj.

### Stržen
Glavni članek: Stržen
V samem centru drevesnega debla se nahaja stržen, ki ima pri različnih vrstah zelo različen premer. Stržen najdemo tudi v enoletnih rastlinah, pri nekaterih vrstah pa celo popolnoma izgine in pusti v sredini debla votel prostor. Iz stržena se navzven širijo strženovi trakovi, ki so mehki trakovi, ki potekajo radialno iz stržena proti skorji. Po teh trakovih se pretakajo hranilne snovi v vse dele drevesa.
Na prečnem prerezu debla se pri nekaterih drevesnih vrstah jasno loči bel les ali beljava od temnejše obarvane črnjave.